# Коидэ, Нарасигэ
Нарасигэ Коидэ (япон.小出楢重, 13 октября 1887, Осака — 13 февраля 1931, Асия префектура Хиого) — японский художник и иллюстратор, один из пионеров модернизма в Японии, популяризатор «живописи в западном стиле» (яп. 洋画 ё:га).

## Биография
С детства проявлял талант. Обучался традиционной японской живописи. В 1907 году поступил в Токийскую государственную художественную академию (ныне Токийский университет искусств), после окончания которой в 1914 году вернулся в Осаку. Ученик Сэйки Курода.
Автор ряда портретов, картин в жанре ню и книжных иллюстраций в 1920-х годах. В своих работах следовал принципам европейской живописи. Выставлялся в отделе западной живописи в Nihon Bijutsu-in. В 1919 году на VI выставке общества художников Nika-kai его картина «Семья N» (N の 家族) была отмечена премией. В следующем году картина художника «Портрет О-Уме» (お 梅 の 像) получила Премию Ника (Nika), благодаря чему он получил известность.
В 1921 году Койде отправился в Европу. Побывал во Франции и Германии. Поездка во многом повлияла на его стиль. Теперь Нарасигэ Коидэ пытался воспроизвести свои впечатления более спонтанно и легко, стал больше использовать возможности масляной краски.
В 1923 году он был принят в общество художников Nika-kai. В 1924 году вместе с однодумцами организовал Shinanobashi — институт западного искусства (信濃橋洋画研究所) в Осаке, который стал основным учреждением для продвижения западного искусства в японском регионе Кансай.
Иллюстрировал произведения японских авторов, в частности Дзюнъитиро Танидзаки.

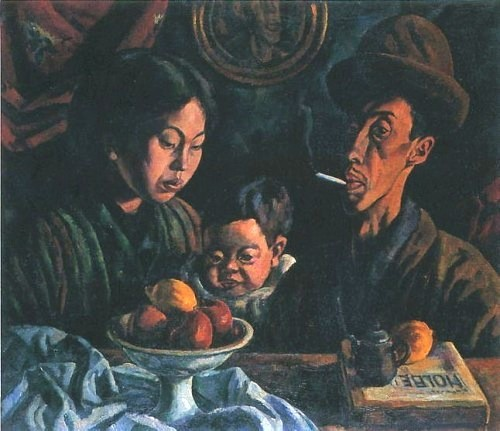
Семья N, 1919
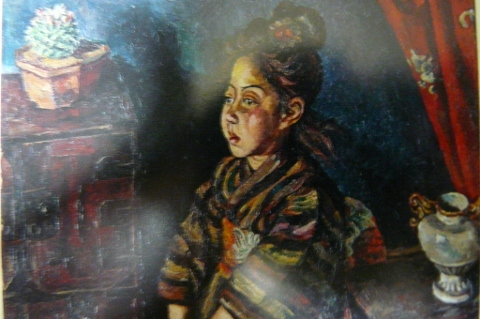
Портрет О-Уме, 1920
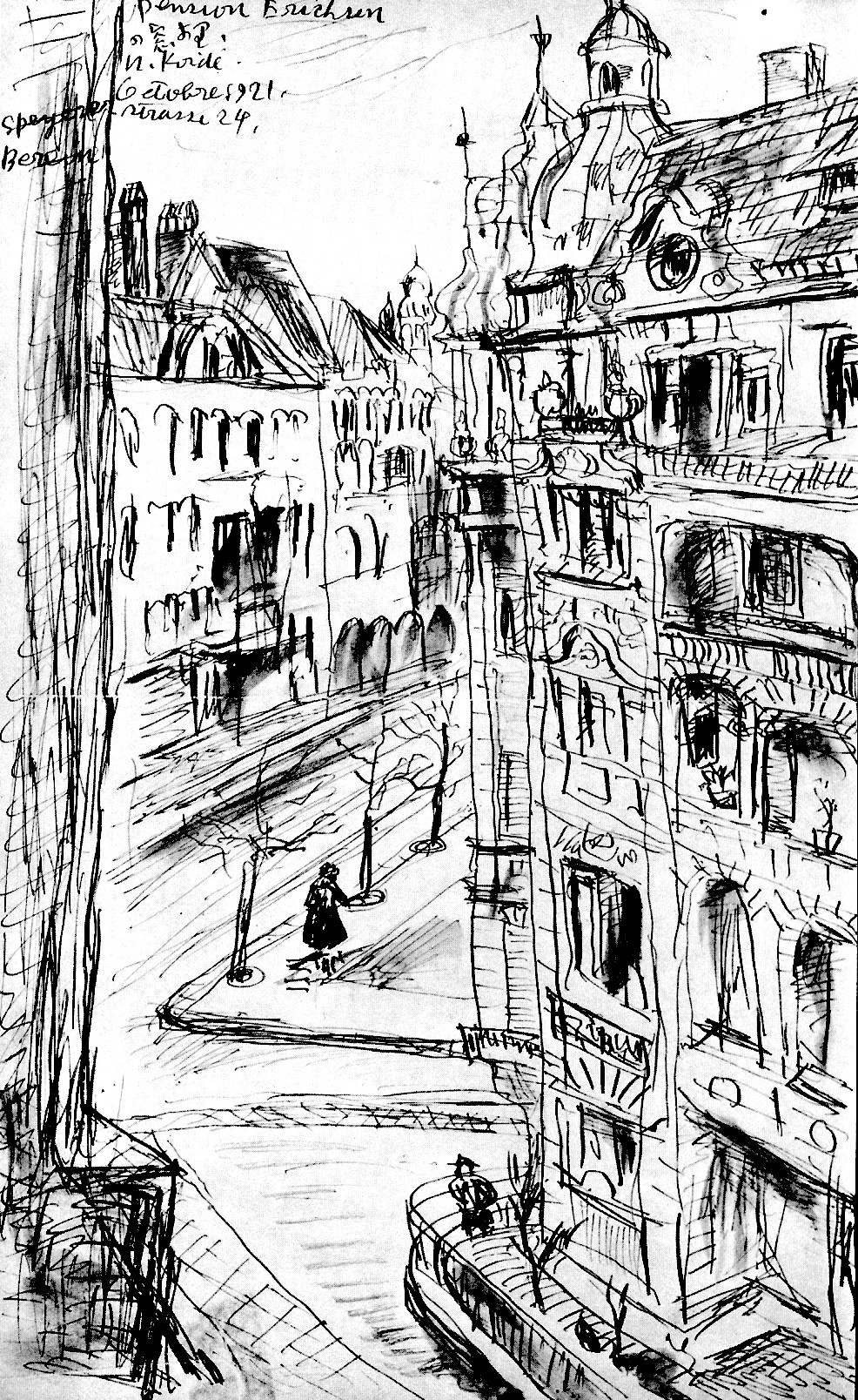
Уголок Берлина, 1921
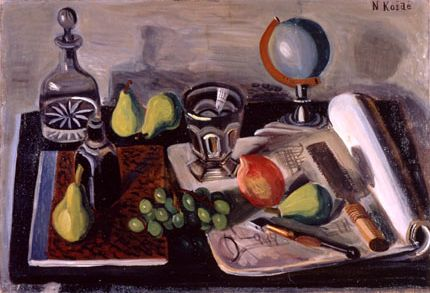
Натюрморт с глобусом, 1925
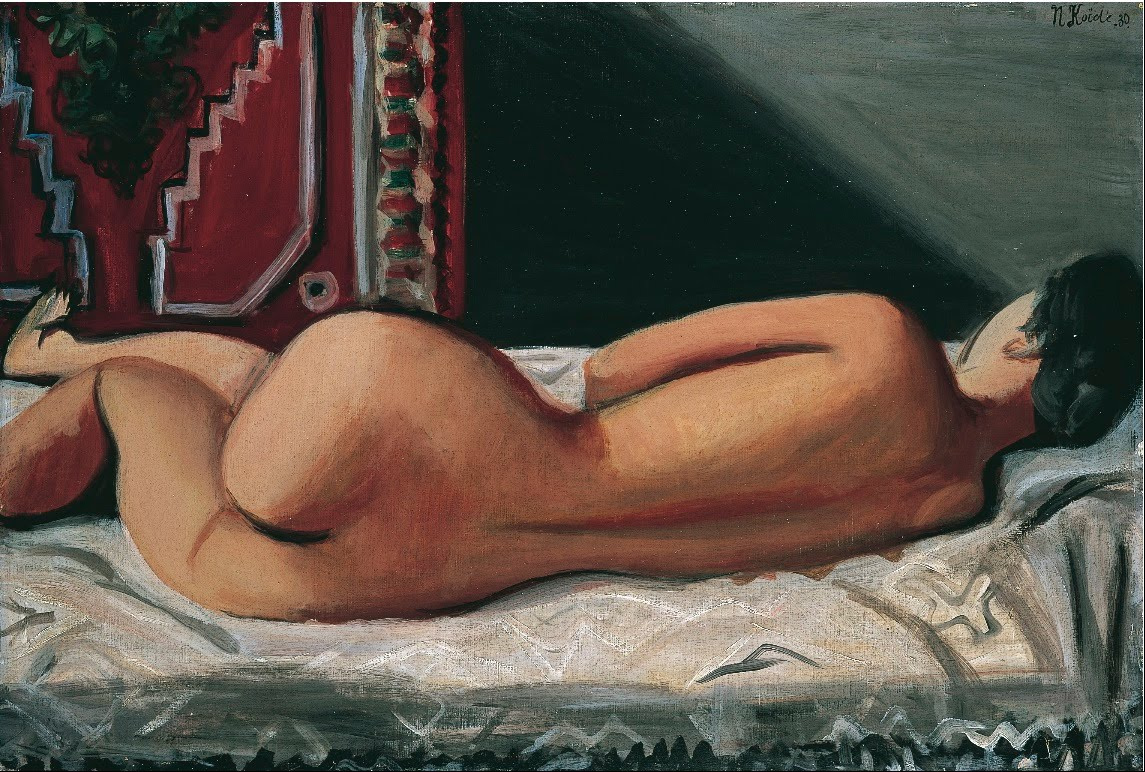
Акт 1930
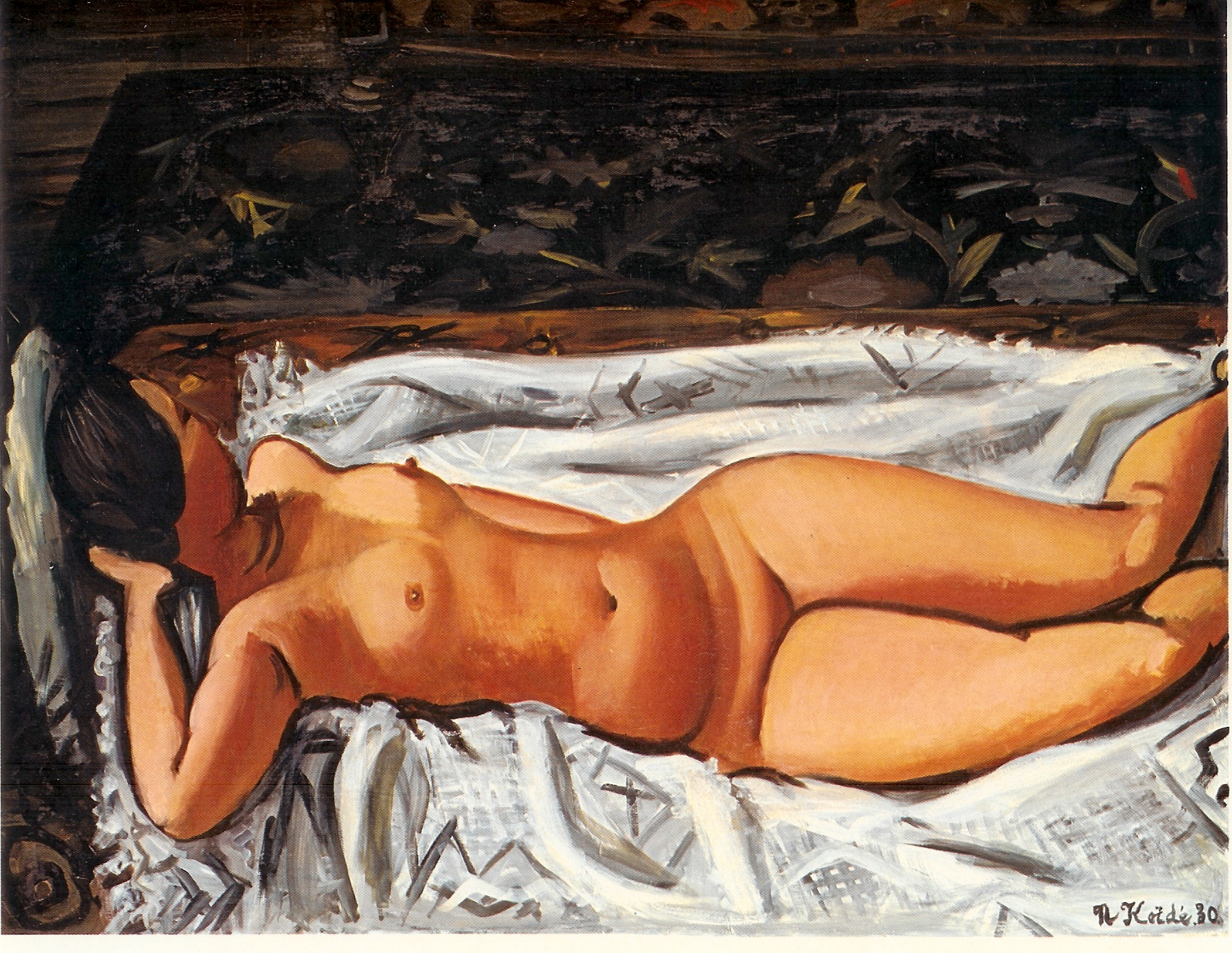
Акт на китайской кровати, 1930
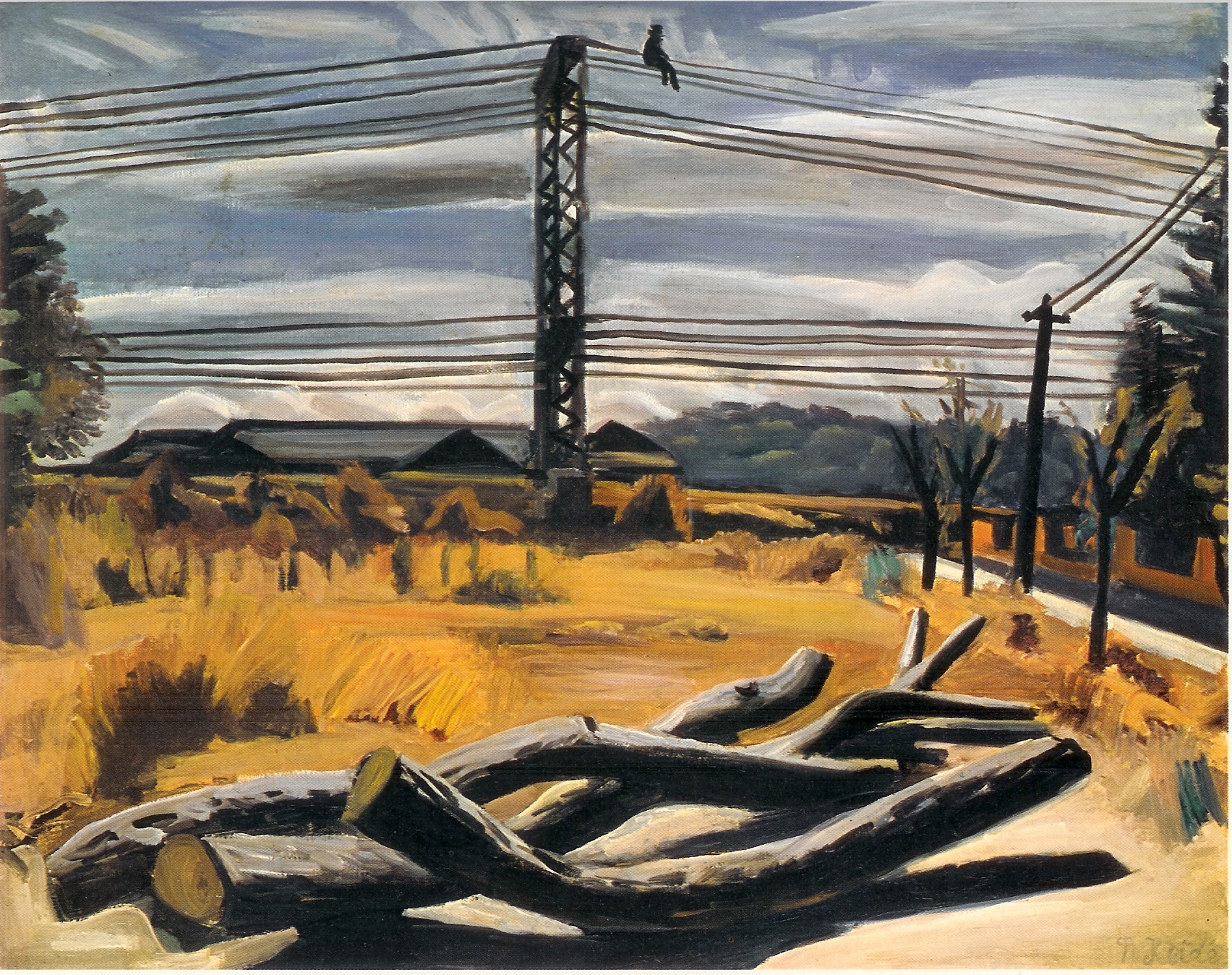
Пейзаж с поваленными деревьями, 1930-е гг.
Море, 1930
Стоящая кукла, 1930
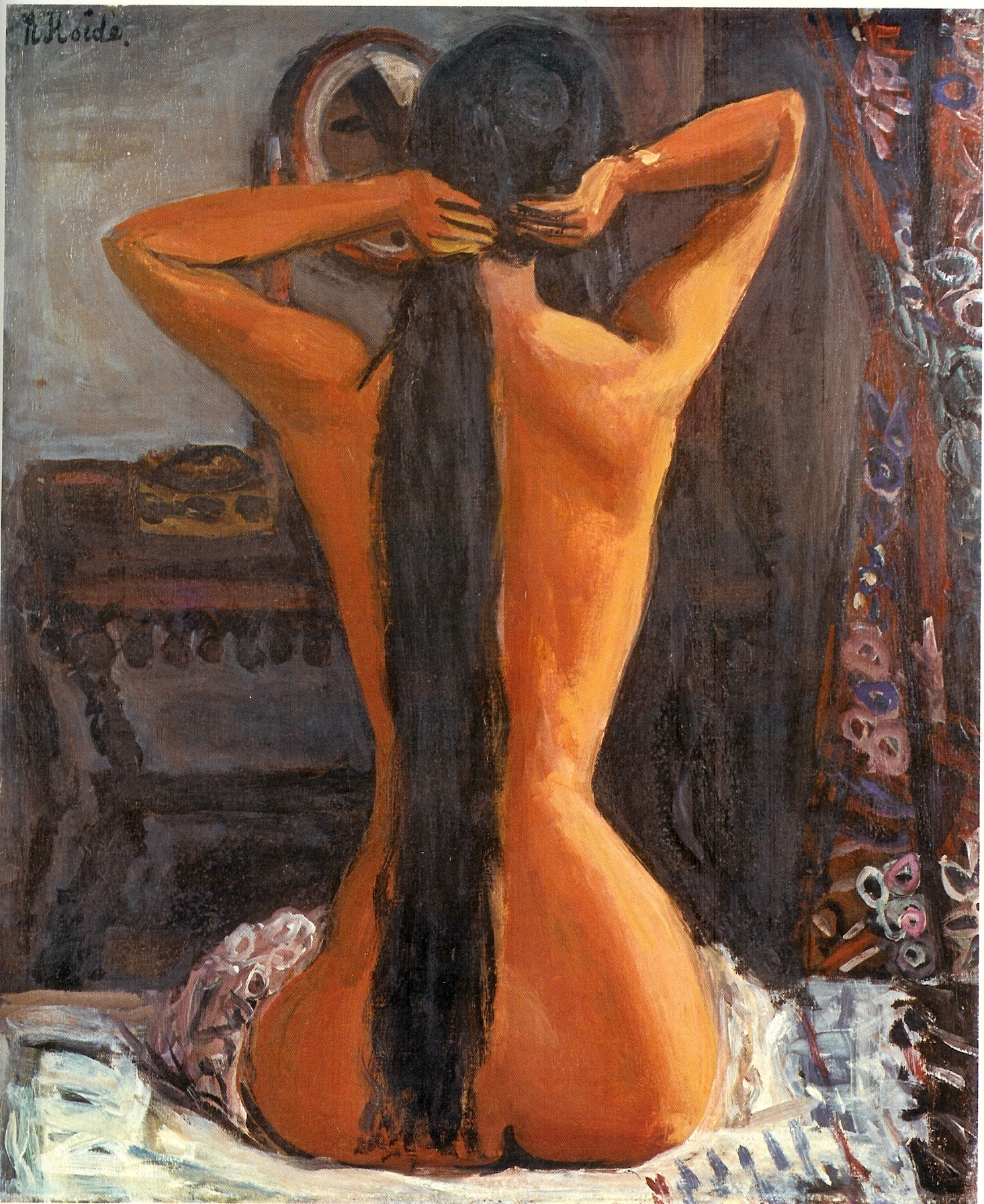
Обнажённая перед зеркалом